# 8150 Kaluga
8150 Kaluga este un asteroid din centura principală de asteroizi.

## Descriere
8150 Kaluga este un asteroid din centura principală de asteroizi. A fost descoperit pe 24 august 1985 la Observatorul de Astrofizică din Crimeea de Nikolai Cernîh. El prezintă o orbită caracterizată de o semiaxă mare de 3,20 ua, o excentricitate de 0,13 și o înclinație de 6,8° în raport cu ecliptica.